# Осавульщина
Осаву́льщина —  село в Україні, у Лубенському районі Полтавської області. Населення становить 114 осіб. Входить до складу Гребінківської міської громади.

## Географія
Село Осавульщина знаходиться на правому березі річки Сліпорід, вище за течією примикає село Почаївка, нижче за течією на відстані 0,5 км розташоване село Олександрівка. Поруч проходить залізниця, Платформа 143 км за 2 км.

## Історія
На топографічних картах позначено одне село Осавульщина. Фактично ж існують два суміжні села під однією назвою Осавульщина: одне - Олександрійської, а друге - Почаївської сільради. В давніші часи вони відносились до різних повітів (районів).
Коли ж сталось це «роздвоєння»? В матеріалах перепису 1740 р. («Ревизской книге Лубенского полка 1740 г.») записано:
- в хуторі удовіючої Зіновії Яківни (дружини Якова Івановича - Прим, авт.) Осавульщині хат дві, у яких проживає 2 сім'ї;
- в хуторі колишнього осавула лубенського Павловича - хат 3, у яких проживає 3 сім'ї, у цьому ж хуторі записано 4 найманих робітники.
В першому хуторі проживало 2 сім'ї підсусідків (зубожілих селян). Цей хутір ще в 1740 р. мав назву Осавульщина, вона ж дійшла до наших днів. Він входив до складу Лазірківської волості а при радянській владі - Олександрійської сільради. В подальшому ми будемо називати його Осавульщина Олександрівська.
Другий хутір у 1704 р. ще не мав назви. Пізніше в офіційних документах його називали Сліпорідським, а в ужитку його часто називали Осавулівщиною. Оскільки Сліпорідськими називалось багато хуторів, розташованих на р. Сліпорід, то згодом і цей хутір в офіційних документах стали називати Осавульщиною.
Так склалося, що він увійшов до складу Пирятинського повіту, у подальшому ми будемо називати його Осавульщина Ульяновська. Отже, обидва хутори засновані осавулом лубенським Іваном Павловичем, як окремі поселення. І так склалося, що обидва одержали однакову назву Осавульщина.
В Осавулівщині Олександрівській у 1781 р. мешкав 131 чол. обох статей, нею володів тоді І. М. Боярський. Цей хутір дістався його дочці Софії Іванівні при одруженні її з штабс-капітаном Яковом Григоровичем Савицьким.
Під час її тяжкої хвороби Я. Г. Савицький зробив спробу присвоїти посаг дружини, сфабрикувавши дарчий запис її на його ім 'я (без дарчого запису Софії Іванівни посаг повертався Боярським після її смерті, оскільки дітей від Якова Григоровича у неї не було). Брати Софії Іванівни і сестра Наталія Іванівна Лисенко (Боярська) звернулися в суд, який вирішив справу на користь Боярських. Наталія Іванівна купила у братів цей хутір і віддала його в посаг дочці Ганні Петрівні Лисенко, яка стала дружиною Андрія Андрійовича Ілляшенка-Кириловича.
Їх дочка Ірина Андріївна, дружина капітана-топографа Сидорова, володіла цією маєтністю після батьків. В договорі на викуп землі селянами Осавулівщини (1864 р.) було записано, що 53 ревізькі душі (стільки налічувалось в х. Осавульщині селян чоловічої статі при перепису населення 1859 р.) викупляли в Ірини Андріївни 89,3 десятини землі, а в поміщиці залишалось 220 дес. землі.
В «Планах дач генерального й специального межевания Полтавской губ.» (Архів стародавніх актів, м. Москва, фонд 1354, оп. 383, справа 1073) за 1877 р. записано: за селянами х. Осавульщини - 89,3 дес. землі, за Іриною Андріївною Сидоровою - 137,25 дес., за підпоручиком Людвиком Андрійовичем Михалевським - 143,68 дес. землі. Отже, у х. Осавульщині з'явився ще один власник землі, який у 1877 р. володів 143,68 десятини землі. Можна гадати, що частину землі він купив у І. А. Сидорової, а другу частину - у її сусіда.
В 1903 р. тут мешкали селяни з прізвищами: Ганжі, Дяченки, Кулики, Перепелиці, Шандри і ін. Ріст населення хутора проходив до початку колективізації (1929 - 1930 р.р.), а потім пішов на спад. Організований тут колгосп мав назву «Шлях до комунізму». Його засновниками були: Свирид Антонович Кулик - голова, Федір Якович Тютюнник - бухгалтер, Стефан Іванович Симоненко - комірник. Яків Гнатович Даниленко, Н. М. Кулик і Іван Якович Стеценко, Дмитро Михайлович Ковадло та інші - члени колгоспу.
Сільгоспінвентар (реманент) в створеному колгоспі був небагатий: плугів - 10, культиваторів - 5, сівалок - 3, жаток - 3, молотарок - 1 і ін. Такою технікою, яка приводилась у рух не моторами, а кіньми і волами, треба було обробити, посіяти і зібрати врожай на 370 десятинах землі (мабуть, до часу колективізації дійшла земля, яку мали в 1877 р. селяни і поміщики х. Осавульщини).
Працьовиті селяни справлялися з цими роботами, не обмежувалися 8-годинним робочим днем, а працювали, як кажуть, від зорі до зорі.
Як же розвивався х. Сліпорідський, який згодом теж став називатися Осавульщиною, а ми в нарисі назвали його Осавульщиною Ульяновською?
Брат другого чоловіка Зіновії Василівни Петра Корнієвича-Ограновича - Іван Корнієвич-Огранович (чи його син Іван Іванович) купив цей хутір у Яновичів. У 1782 р. у ньому мешкало уже 200 чол. селян обох статей. Дружина одного із правнуків Івана Корнієвича-Ограновича - Варвара Михайлівна в 1864 р. підписувала договір на викуп землі селянами її хутора Осавульщини (колишнього Сліпорідського).
Селян, які мали право на наділ, було 80 ревізьких душ (чоловічої статі за переписом населення 1859 р.). Викупу підлягало 113,8 дес. землі (9,8 дес. присадибної і 104 дес. польової). Було всього 30 селянських дворів (господарств): городників (які користувались тільки присадибною землею) - 1, піших (які не мали ні коней, ні волів) -26, тяглих (які мали робочу худобу) - 3.
Частину землі біля цього хутора купили у Яновичів лубенські поміщики Ніжинцеві. її одержала у посаг Парасковія Іванівна Ніжинцева, яка вступила в шлюб з капітаном Степаном Григоровичем Кір'яковим. їх син поручик Григорій Степанович у 1856 р. одержав цю землю при поділі батьківських маєтностей.
Він і заселив цю землю селянами, взявши їх із інших своїх володінь: 39 ревізьких душ із с. Гінців і 3 ревізькі душі із с. Духового (обидва села - Лубенського повіту. При переписі населення в 1859 р. ці селяни були ще жителями цих сіл).
Ці 42 ревізькі душі утворили тут121 господарство, з яких були: 3 господарства-городники (не брали у пана польової землі), 11 госп. - піших, 7 - тяглих. Селяни користувались присадибною землею в розмірі 8,3 дес. (з яких 5 дес. було під вигоном) і польовою в розмірі 83 дес. За умовами договору від 1865 р. вся ця земля підлягала викупу селянами.
Отже, на початку 1860-х років до існуючого хутора Сліпорідського (Осавульщини) поміщиків Корнієвичів-Ограновичів приєднались поселенці поміщика Кір'якова. Маєтність Кір'якових, мабуть, зберігалась тут до самої революції 1917 р. А от земля Корнієвичів-Ограновичів, мабуть, перейшла в інші руки, оскільки Варвара Михайлівна (померла в 1874 р.) не залишила прямих нащадків.
Власниками частини цієї землі стали місцеві селяни чи прибулі сюди козаки, які поселилися в Осавульщині Ульяновській: Гаврики - 80 дес. землі, Зінченки - 81 дес., Карпенки - 190 дес., селянин Т. М. Отченко - 26 дес. та інші. Хутір відносився до Пирятинської волості Пирятинського повіту, а при радянській владі - до Ульяновської сільради.
За свідченням деяких старожилів, в Осавульщині Ульяновській була Вознесенська церква (мабуть, вона була побудована після 1910 р., оскільки за переписом населення 1910 р. Осавульщина Пирятинської волості записана хутором, а не селом). До Вознесенської парафії належали також Осавульщина Олександрівська і прилегла до Осавульщини частина Олександрівни.